# Valvatida
Los valvátidos (Valvatida) son un orden de equinodermos asteroideos. Se trata de un grupo muy diverso que a menudo presentan evidentes osículos marginales. Incluye unas 695 especies en 165 géneros y 14 familias. La inclusión de varias de dichas familias en este orden es controvertida.
La forma del cuerpo es generalmente robusta, voluminosa o grande. El esqueleto abactinal tiene placas bien ajustadas, paxiliformes, tabuladas, planas o reticuladas y generalmente están equipadas con espinas y/o gránulos. Los radios son muy cortos y anchos o cilíndricos, alargados y robustos. Las placas del esqueleto portan tubérculos. La superficie actinal tegumentaria es regularmente granular. Los gránulos son las formaciones dermo-esqueléticas fundamentales de los valvátidos. Las placas súpero e ínferomarginales son notables y corresponden entre sí, normalmente son iguales en número y sin canales intermarginales. Las pápulas son simples o múltiples y están limitadas a la superficie abactinal o en ocasiones en ambos lados. Los pies ambulacrales son bi o tetraseriados y poseen ventosas. El ano generalmente está presente. Las placas orales son triangulares y poco prominentes, normalmente solo son distinguibles desde los surcos ambulacrales. Las espinas ambulacrales no están comprimidas. Poseen pedicelarios valvados raramente fasciculados.

## Taxonomía
Los valvátidos incluyen 14 familias:
- Acanthasteridae (incluida en Spinulosida por Parker, 1982)[4]
- Archasteridae
- Asterinidae (incluida en Spinulosida por Parker, 1982)
- Asterodiscididae
- Asteropseidae
- Chaetasteridae
- Ganerriidae (incluida en Spinulosida por Parker, 1982)
- Goniasteridae
- Mithrodiidae
- Odontasteridae
- Oreasteridae
- Ophidiasteridae
- Poraniidae (incluida en Spinulosida por Parker, 1982)
- Sphaerasteridae